# Maridan jezik
Maridan jezik (ISO 639-3: zmd; meradan), australski jezik porodice daly, kojim je govorilo 20 ljudi (Wurm and Hattori 1981) jugozapadno od Darwina, sjeverno od rijeke Moyle, Sjeverni teritorij, Australija.
Zajedno s jezicima maridjabin [zmj], marimanindji [zmm], maringarr [zmt], marithiel [mfr], mariyedi [zmy] i marti ke [zmg] čini podskupinu bringen.

## Vanjske poveznice
- Ethnologue (14th)
- Ethnologue (15th)